# 사루토비 아스마
사루토비 아스마(猿飛アスマ)는 만화 《나루토》의 등장인물이다.
성우: 코스기 쥬로타 / 박만영
나라 시카마루, 야마나카 이노, 아키미치 쵸지가 속한 제10반의 담당 상급닌자이다. 3대 호카게 사루토비 히루젠의 차남이며 코노하마루의 숙부이자 상급닌자 유우히 쿠레나이의 연인이다. 시카마루에게 장기를 가르쳐준 장본인이지만, 뛰어난 전략가인 시카마루에게 항상 패한다.
불의 사원에 침입하여 참극을 벌이고 그 우두머리인 치리쿠를 죽인 혐의가 있는 아카츠키의 멤버인 카쿠즈와 히단을 사로잡아 오는 임무를 수행하던 도중, 히단에게 죽임을 당한다.